# John Everett Millais

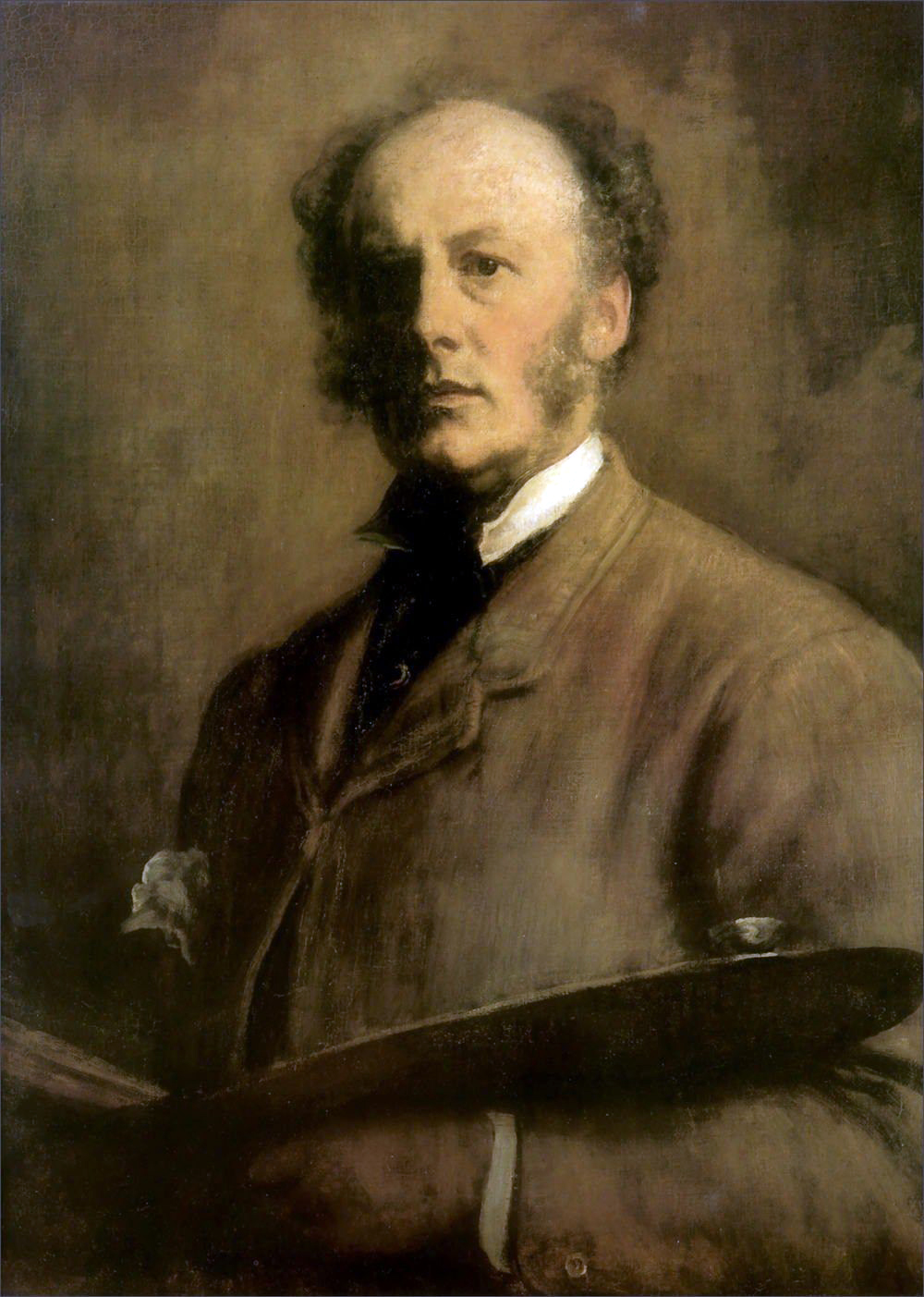
John Everett Millais - Autoportret, 1875

John Everett Millais (n. 8 iunie 1829, Southampton, Regatul Unit al Marii Britanii și Irlandei – d. 13 august 1896, Greater London, Anglia, Regatul Unit al Marii Britanii și Irlandei) a fost un pictor englez aparținând cercului prerafaeliților.

## Biografie
John Everett Millais s-a născut la 8 iunie 1829 la Southampton. Provine dintr-o familie înstărită din Jersey. Talentul său în domeniul desenului și al picturii se manifestă foarte timpuriu și, în anul 1840, tânărul, în vârstă de 11 ani, este admis la Royal Academy of Arts din Londra, pe care a absolvă în anul 1847. Un an mai târziu, împreună cu Dante Gabriel Rossetti și William Holman Hunt, înființează confreria prerafaelită. În 1849 expune primul său tablou în stil prerafaelit, Lorenzo și Isabella, inspirat după un poem de John Keats. Tabloul întitulat Christos în casa părintească, expus în anul 1850, stârnește o furtună de proteste. Reacții la fel de furioase provoacă și lucrările expuse în anul următor. Când Millais expune în 1852 tabloul Ofelia, totul se schimbă însă după intervenția celebrului critic de artă John Ruskin în favoarea operelor pictorilor prerafaeliți. Millais repurtează un succes imens. Se împrietenește cu Ruskin, în 1853 petrec împreună vacanța în Scoția. Ruskin este însoțit de soția sa, Effie, de care Millais se îndrăgostește. Effie se desparte de John Ruskin, după un divorț scandalos, și - în 1855 - se căsătorește cu Millais.

### De la Prerafaelism la Academism
Pe la 1856, stilul lui Millais trece printr-o schimbare. El renunță la rigiditatea tematică și stilistică a picturii sale de început și se întoarce la pictura narativă convențională. Această alegere îl îndepărtează definitiv de estetica prerafaelită a tinereții sale. În 1863 devine membru în Royal Academy. În anul 1885 este înnobilat cu titlul de baronet. Grosvenor Gallery îi organizează în anul 1886 o expziție retrospectivă cu 159 tablouri. Mai târziu operele sale sunt expuse și în Institute of the Fine Arts din Glasgow. În 1889 participă la înființarea National Portrait Gallery din Londra. Cu câteva luni înainte de a muri, Royal Academy îl alege președinte. Millais moare la 13 august 1896 la Londra.

## Galerie
În tabloul Christos în casa părinților săi, Millais zugrăvește o temă biblică, prezentând oameni simpli într-un atelier de dulgherie, ale cărui detalii le redă cu acurateță. Millais atrage astfel atenția asupra originii simple a Sfintei Familii. Acest realism descriptiv aplicat la o temă religioasă trecea în Anglia victoriană drept o adevărată blasfemie.
Ofelia a fost prezentată la Royal Academy în 1852, când John Ruskin s-a ridicat în apărarea prerafaeliților. Lucrarea cucerește aprecieri elogioase din partea criticilor și a publicului. Pentru obținerea luminozității nuanțelor, Millais folosește metoda pictării pe fond încă umed.

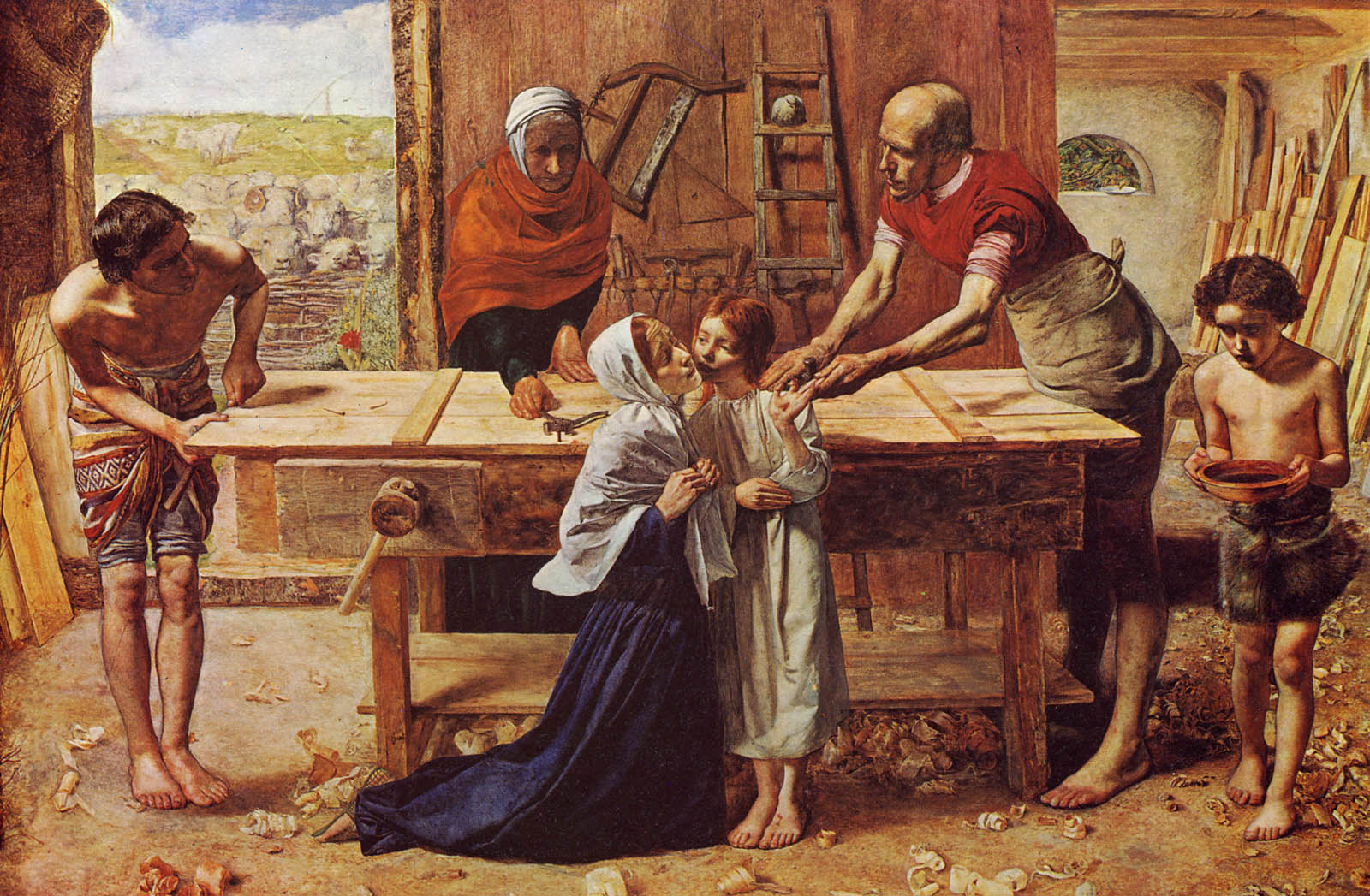
Christos în casa părinților săi 1850, Tate Gallery, Londra
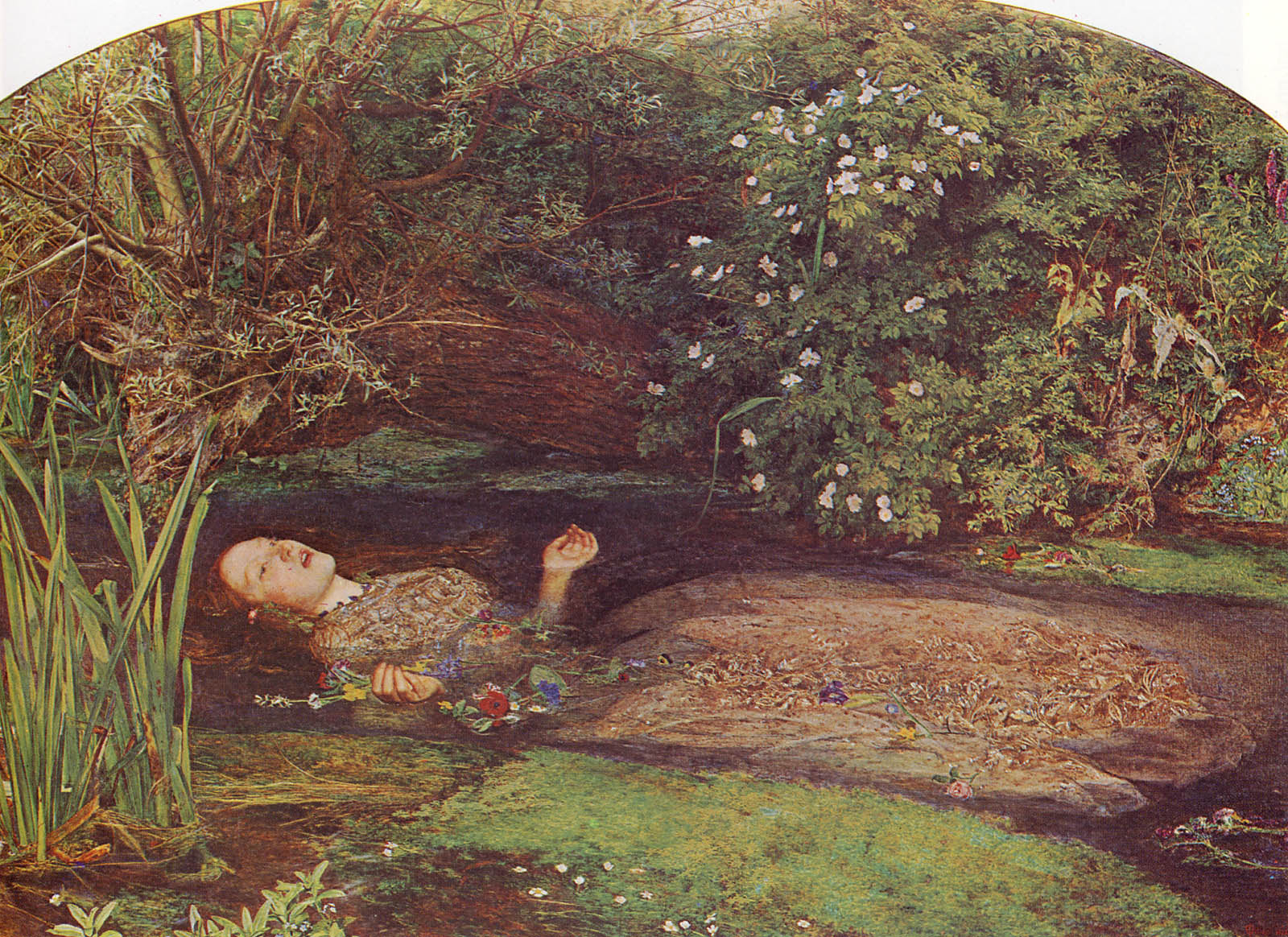
Ofelia 1852, Tate Gallery, Londra
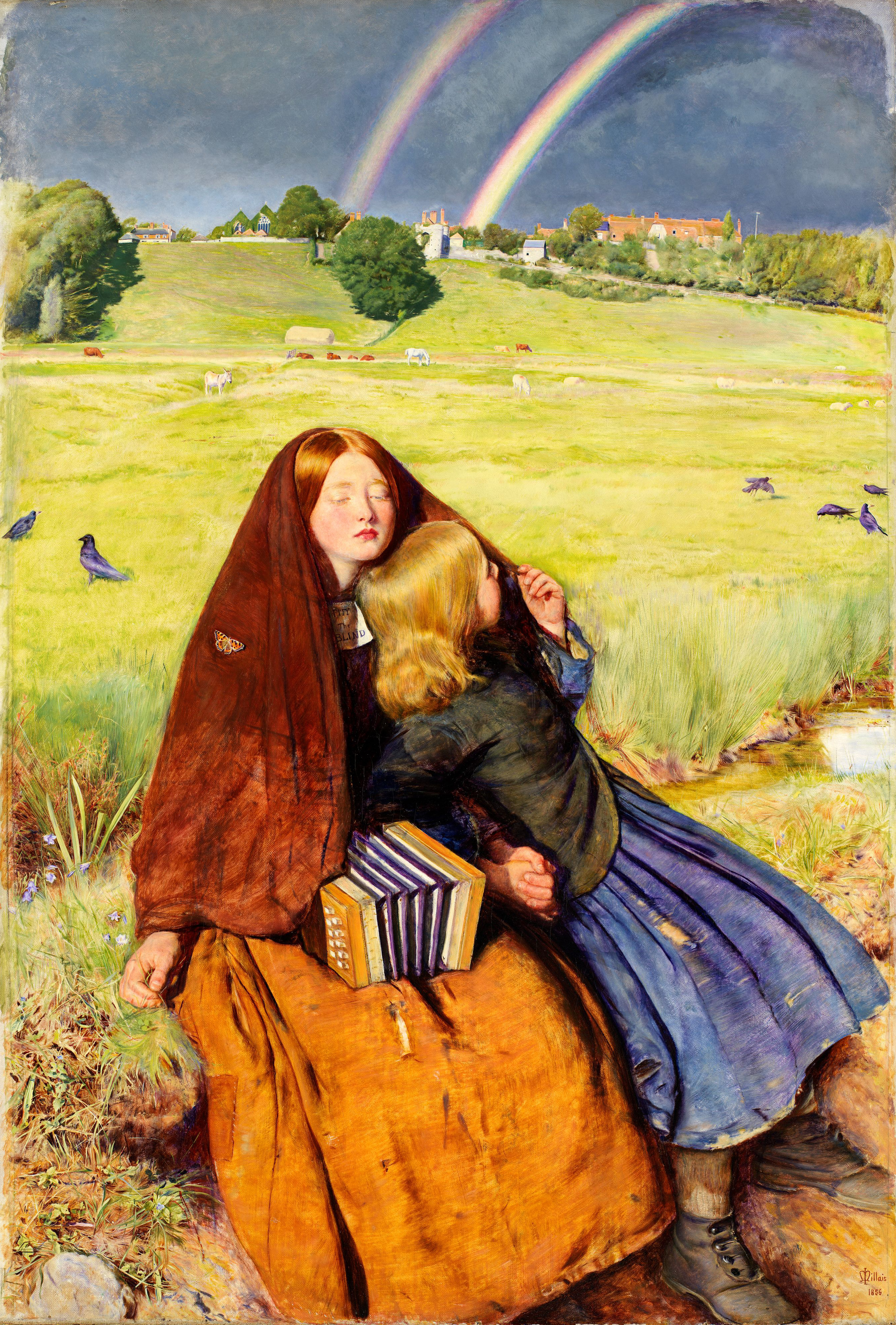
Fata oarbă 1856, Art Gallery, Birmingham
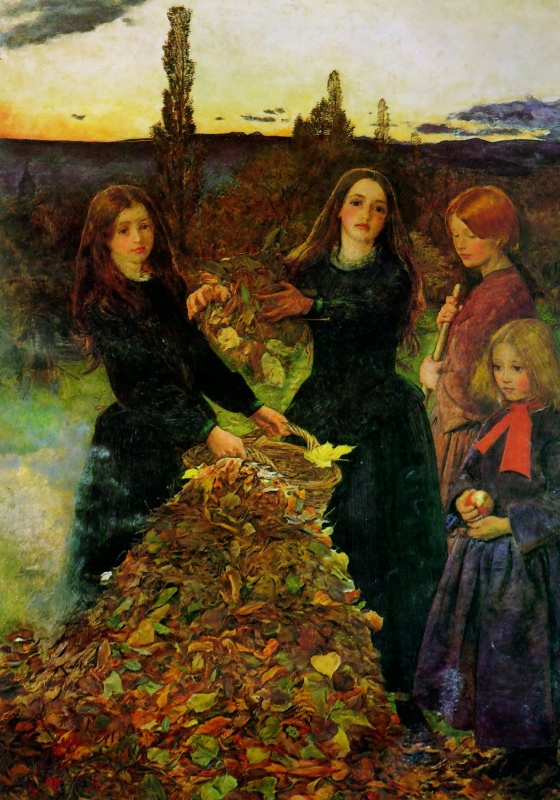
Frunziș de toamnă 1856, City Art Galleries, Manchester
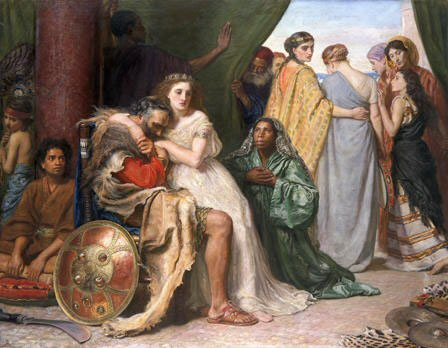
Jefta 1867, National Museum of Wales, Cardiff
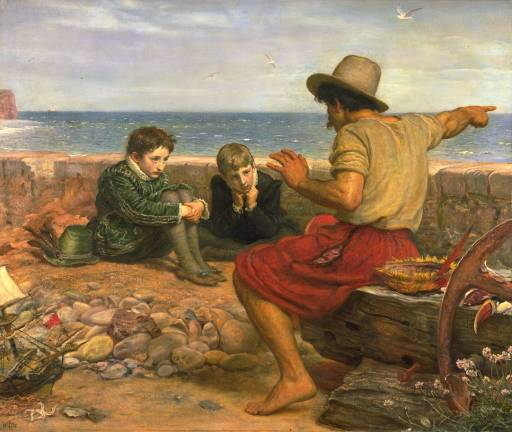
Copilăria lui Raleigh 1871
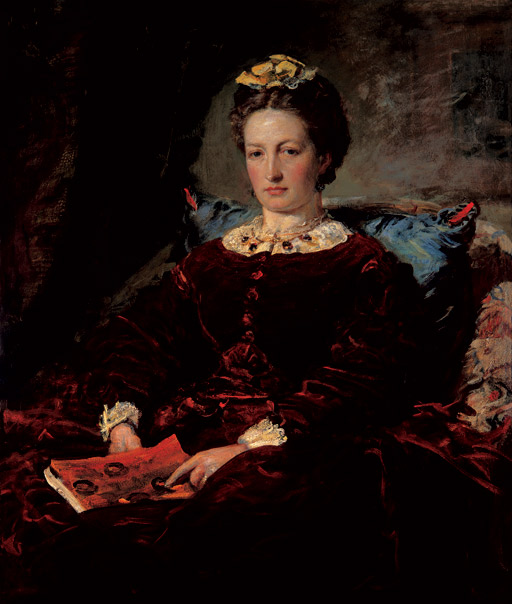
Portretul lui Effie Millais 1873, Museum and Art Gallery, Perth

Fata oarbă și Frunziș de toamnă sunt printre cele mai reușite tablouri pictate de Millais. Sunt exemple caracteristice pentru noua metodă pe care artistul o aplică începând din a doua jumătate a anilor cincizeci. Este perioada în care pictorul schimbă tematica lucrărilor sale, ca și stilul său. Renunță la temele literare, narative, își schimbă metoda foarte minuțioasă și riguros realistă și își simplifică tablourile, îmbogățind în aceleși timp efectele lor cromatice.
Tablourile Jefta, Tinerețea lui Raleigh și Portretul lui Effie Millais sunt exemple pentru trecerea lui Millais la academism.